# Phintella pygmaea
Phintella pygmaea is een spinnensoort in de taxonomische indeling van de springspinnen (Salticidae).
Het dier behoort tot het geslacht Phintella. De wetenschappelijke naam van de soort werd voor het eerst geldig gepubliceerd in 1981 door Wanda Wesołowska.